# كفتة (حلوى)
الكفتة هي معجنات جزائرية تقليدية لا تحتوي على خبز، وهي مصنوعة من معجون اللوز والفانيليا، مع عجينة البسكويت المطحونة والحلاوة التركية. يمكن أن تحتوي هذه المعجنات على مجموعة متنوعة من الفواكه المجففة مثل البندق والفول السوداني والجوز وغيرها.

## الأصل وأصل الكلمة اللغوي
الكفتة هي معجنات جزائرية تقليدية تعود أصولها إلى مدينة الجزائر. اسمها مشتق من الكلمة الفارسية التي تعني "طحن" أو "سحق"، مما يشير إلى طريقة تحضيرها التي تتضمن طحن المكونات.

## مكونات أخرى
تأتي الكفتة بمجموعة متنوعة من النكهات والأشكال، سواء كانت تقليدية أو حديثة. ومن بين هذه الأصناف يمكننا ذكر بعض الأمثلة التالية:
- كفتة بالمكسرات
- كفتة باللوز
- كفتة الفستق
- كفتة الشوكولاتة
- كفتة مع بسكويت الزبدة
- كفتة مع فطيرة بريتون
- كفتة مع سبيكولوس
- كفتة مع سمارتيز

## الملاحظات والمراجع
قالب:Palette